# ガイルドルフ
ガイルドルフ (ドイツ語: Gaildorf, ドイツ語発音: [ˈga‿ildɔrf]) は、ドイツ連邦共和国バーデン＝ヴュルテンベルク州シュヴェービッシュ・ハル郡に属す郡所属市。人口は約12,500人。

## 地理

### 位置
市域の南から北へコッハー川が貫いて流れ、幅の広い谷を形成している。ガイルドルフの近くでロート川がコッハー川左岸から合流してくる。コッハー川渓谷の両岸は樹木豊かな高台となっている。西がマインハルトの森、東がリムプルクの森である。ガイルドルフは、シュヴェービッシュ・ハルの南に広がるリムプルガー・ラントの中心地である。

### 隣接する市町村
ガイルドルフに隣接する市町村は、西から時計回りに、フィヒテンベルク、オーバーロート、ローゼンガルテン、ミヒェルバッハ・アン・デア・ビルツ、オーバーゾントハイム、ズルツバッハ＝ラウフェン、クシュヴェント（オストアルプ郡）である。クシュヴェント以外はすべてシュヴェービッシュ・ハル郡に属している。

### 市の構成
ガイルドルフは10の市区と中核地区からなる。市区は、オッテンドルフ、オイテンドルフ、ヴィンツェンヴァイラー、グロースアルトドルフ、クラインアルトドルフ、ミュンスター、ウンターロート、ブレッキンゲン、シェーンベルク、ライッパースベルクである。

## 歴史
ガイルドルフは、1255年に初めて文献上で言及され、1404年に都市権と市場開催権をローマ王ループレヒトから授けられた。ここにはリムプルク献酌侍従の宮殿があった。1806年からはヴュルテンベルク王国に属し、オーバーアムト（上級地方行政庁）の所在地となった。その後、ガイルドルフは、バックナング郡の所属となったが、1973年の郡再編によりシュヴェービッシュ・ハル郡に編入された。

### 市町村合併
- 1971年7月1日: オッテンドルフ
- 1972年1月1日: ウンターロート
- 1974年1月1日: オイテンドルフ

## 友好都市
- Budajenö（ハンガリー、ブダペストの西約20km）

## 文化と見所

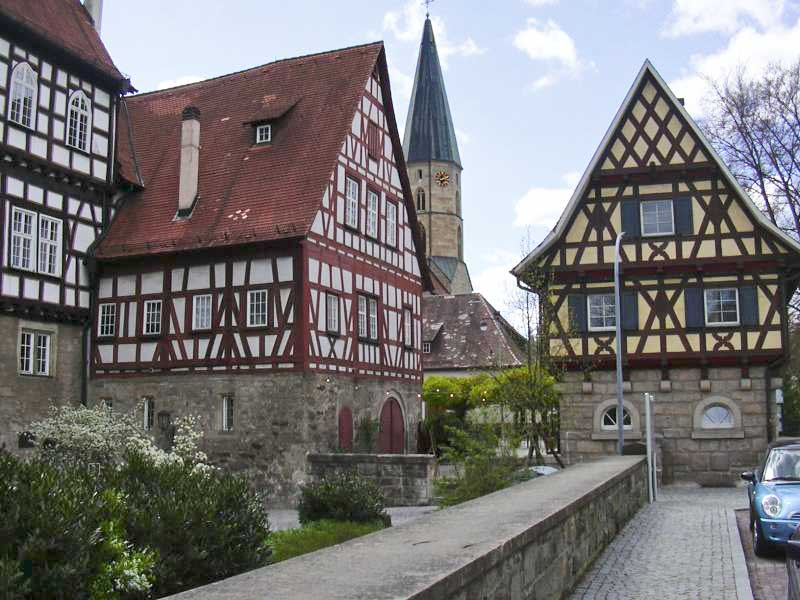
旧城館

### 映画
ガイルドルフ野外劇場は公社が運営している。

### 建築
ガイルドルフの中心には、たとえばリムプルク献酌侍従の宮殿として用いられていたアルテ・シュロス（旧城館）やプロテスタントの市教会や、かつての堂々たる市壁といった見応えのある建築が遺されている。

### 余暇とスポーツ
暑い日中には、キーゼルベルクの鉱泉で水浴できる。この施設は、広々とした日光浴芝地をもつ総面積約7haの広大な面積を持つ。

### 年中行事
- モトクロス: 国内および国際モトクロスのレースコース"auf der Wacht"は大変によく知られている。ここでは、常にドイツや世界的なレースが行われている。
- ブルース・フェスト: 2年に1度、7月の第1週末にガイルドルフ・ブルース・フェストが開催される。
- ユーゲント・オイロ・カップ: ガイルドルフ・スポーツ・ホールでは、16歳以下の室内サッカー国際トーナメントが行われる。
- 馬市: 毎年2月の第2月曜日、ガイルドルフの馬愛好会によって馬や馬車が取引される。

## 経済と社会資本

### 交通
ガイルドルフを、連邦道B19号線が貫いており、これに連邦道B298号線が合流する。ガイルドルフ西駅は、ニュルンベルク - シュトゥットガルトを結ぶムル鉄道の駅である。オベーレン・コッハータール鉄道には、市の中心近くにガイルドルフ市駅がある。だが、この鉄道の旅客運行は停止されている。バス路線16系統がこの市とシュヴェービッシュ・ハルとを結んでいる。また、この他にもローカル・バル路線が走っている。この市は、シュヴェービッシュ・ハル郡の交通連盟に加盟している。

### 施設
ガイルドルフは、プロテスタントのヴュルツブルク地方教会ガイルドルフ教区の本部所在地である。この市には、内科、外科、産婦人科を備えた病院がある。

### 教育
ガイルドルフには、シェンク・フォン・ルムプルク・ギムナジウムやシュロス実科学校を含む多くの学校がある。

## 人物

### 出身者
- テオバルト・ケルナー（1817年 - 1907年）医師、詩人
- ヴィルヘルム・アウグスト・フォン・ブライトリング（1835年 - 1914年）ヴュルテンベルク州知事（1901年 - 1906年）
- シュテファン・ホイケ（1959年 - ）作曲家

### その他の人物
- ユスティウス・ケルナー（1786年 - 1862年）著述家
- ゴットリープ・ラウ（1816年 - 1854年）企業家、革命家
- ヘルマン・フラッシュ（1851年 - 1914年）石油化学者

## 引用
1. ↑  Statistisches Landesamt Baden-Württemberg – Bevölkerung nach Nationalität und Geschlecht am 31. Dezember 2023 (CSV-Datei)
2. ↑  Max Mangold, ed (2005). Duden, Aussprachewörterbuch (6 ed.). Dudenverl. p. 347. ISBN 978-3-411-04066-7